# Pardasena miochroa
Pardasena miochroa är en fjärilsart som beskrevs av George Francis Hampson 1905. Pardasena miochroa ingår i släktet Pardasena och familjen trågspinnare. Inga underarter finns listade i Catalogue of Life.